# Nepenthes mindanaoensis
Nepenthes mindanaoensis Sh.Kurata, 2001 è una pianta carnivora della famiglia Nepenthaceae, endemica delle isole di Mindanao e Dinagat, nelle Filippine, dove cresce a 0–1400 m.

## Conservazione
La Lista rossa IUCN classifica Nepenthes mindanaoensis come specie a rischio minimo (Least Concern).